# Joseph Strayer
Joseph Reese Strayer (1904-1987) était un historien médiéviste américain. Il fut l'élève de Charles Homer Haskins, le premier historien médiéviste reconnu aux Etats-Unis.

## Biographie
Strayer a enseigné à l'université de Princeton pendant plusieurs décennies, à partir des années 1930. Il a été président du département d'histoire (1941-1961) et président de  la Société américaine d'histoire en 1971. Strayer est responsable de la formation d'un grand nombre de médiévistes américains ; certains de ses élèves enseignent encore et sont toujours en activité. Parmi les étudiants les plus notables figurent Teofilo Ruiz, William Chester Jordan et Richard W. Kaeuper. Norman Cantor, dans la préface de Church, kingship, and lay investiture in England, 1089-1135, indique que Dr. Strayer fut son directeur de thèse.
En dehors de ses activités vouées à l'histoire médiévale à Princeton, Strayer a collaboré avec la Central Intelligence Agency, en tant que membre du Bureau des estimations nationales. Son degré d'implication, à un moment où l'Agence menait des opérations souterraines pour déstabiliser des gouvernements du monde (Iran, Brésil, Congo, République dominicaine, Guyane et Chili), n'a jamais été complètement évalué ni vérifié.
Norman Cantor cite les ouvrages suivants comme étant les plus importants de Strayer : 
- Le Féodalisme, 1965, qui résume trois décennies de ses recherches et de sa pensée sur le sujet ;
- Sur les origines médiévales de l'État moderne, 1970, où il montre l'importance des institutions historiques médiévales pour les institutions gouvernementales modernes[4] ;
- Philippe Le Bel, 1978 ;
- Jean Favier et le Règne de Philippe le Bel, 1980, représentant plus de 30 ans de recherches en  archives et constituant le travail le plus complet sur le sujet dans quelque langue que ce soit. Strayer a également été rédacteur en chef du Dictionnaire du Moyen Âge[1], l'encyclopédie la plus vaste et la plus complète du Moyen Âge en langue anglaise.